# Philonotis
Philonotis là một chi rêu trong họ Bartramiaceae.